# Sacrées Sorcières (film)
Cet article concerne le film. Pour le livre original, voir Sacrées Sorcières.
Pour plus de détails, voir Fiche technique et Distribution.
Sacrées Sorcières (The Witches) est un film américano-mexicain réalisé par Robert Zemeckis et sorti en 2020. Il s'agit de l'adaptation du roman du même nom de Roald Dahl (1983). Une précédente adaptation s'intitule Les Sorcières de Nicolas Roeg (1990).
Le film a connu de nombreux problèmes lors de sa sortie, notamment à cause de la pandémie de Covid-19, qui a fermé les salles de cinéma, ce qui fait du film un échec commercial. De plus, le film fait également polémique en raison de l’apparence des sorciers qui a été critiquée par certaines associations.

## Synopsis
En 1967, alors qu'il n'est qu'un jeune garçon, il se retrouve orphelin après le décès de ses parents dans un accident de la route. Il est alors recueilli par sa grand-mère maternelle qui vit à Demopolis en Alabama. Le jeune garçon peine à trouver ses marques, car la vie est bien différente de celle qu'il avait à Chicago, mais sa grand-mère décide de lui offrir une souris de compagnie qu'il nomme Daisy.
Alors qu'il s'habitue finalement à tous ces changements et qu’il s’apprête à acheter une boîte de clous pour construire une maison pour Daisy, il rencontre une sorcière avec une vipère qui lui propose une friandise, mais comme il attend elle part et en parle plus tard à sa grand-mère. Celle-ci lui révèle que les sorcières existent en lui racontant qu'une sorcière a maudit son amie d'enfance Alice pour qu'elle passe le reste de sa vie comme un poulet, mais elle l’avertit que les sorcières ne partent jamais une fois qu'elles ont trouvé un enfant et décide donc de se réfugier dans un immense et très chic hôtel, « Le Grand Orléans Imperial Hotel », en Floride, au bord du golfe du Mexique où la grand-mère a un cousin.
Une fois arrivée, elle apprend à son petit-fils tout ce qu'il faut savoir sur les sorcières : qu'elles ont des griffes à la place des ongles et qu’elles les cachent avec des gants ; qu'elles sont chauves et portent ainsi pour des perruques malgré les démangeaisons ; qu'elles ont des pieds carrés sans orteils, une bouche qui peut s'ouvrir presque jusqu'à leurs oreilles et qu'elles peuvent renifler un enfant au loin grâce à leurs narines extensibles.
Le lendemain, Charlie prend Daisy et une corde pour s'entraîner dans une grande salle. Au cours de sa promenade là-bas, il rencontre un garçon gourmand mais amical nommé Bruno, qui se fait disputer par sa mère. Charlie visite la grande salle, pensant qu'il sera seul. Alors qu'il se prépare à entraîner Daisy, un groupe de sorcières dirigé par leur puissante cheffe, la Grande Sorcière, entre dans la grande salle. Charlie se cache sous la scène et entend la Grande Sorcière qui prévoit de créer une confiserie pour enfants à travers le monde grâce à sa malle remplie d’argent pour donner aux enfants des bonbons mélangés avec une potion, afin de les transformer en souris et pour s’en débarrasser une fois pour toutes. La Grande Sorcière attend l'arrivée de Bruno, à qui elle a précédemment donné une barre de chocolat suisse mélangée avec la potion. Après l'arrivée de Bruno, il se transforme en souris et entre dans l'évent où Charlie et Daisy se cachent mais la Grande Sorcière découvre le garçon et le transforme de force en souris avec la potion, avant qu'ils ne s'échappent avec Bruno et Daisy qui se révèle savoir parler.
Fuyant dans la chambre d'hôtel où Charlie et sa grand-mère séjournent, ils racontent à la grand-mère le plan des sorcières et découvrent que la Grande Sorcière séjourne dans la chambre d'hôtel en dessous d'eux et que Daisy était autrefois une jeune fille humaine orpheline nommée Mary transformée en souris par une sorcière quatre mois auparavant. Charlie, Bruno et Mary élaborent un plan pour récupérer une bouteille de la potion pour que la Grand-mère puisse trouver un remède pour les transformer en enfants. Le plan pour obtenir la potion est réussi, mais comme elle est incapable de créer un remède, ils décident plutôt de verser la potion dans leur soupe aux pois cassés réservée aux sorcières durant leur dîner. Toutes les sorcières boivent la soupe à l'exception de la Grande Sorcière, qui se rend compte qu'elle a rencontré la grand-mère par le passé : c'est elle qui avait transformé Alice en poulet. Alors que les souris volent la clé de la chambre de la Grande Sorcière, les sorcières commencent toutes à se transformer en rats, et le chaos s'ensuit.
Après qu'elle et les souris se sont enfuis dans la chambre de la Grande Sorcière, la grand-mère commence à récupérer toutes les potions pour les détruire mais la Grande Sorcière la retrouve et essaie de la tuer, mais les souris utilisent des tapettes à souris sur les griffes de pied de la Grande Sorcière afin de lui faire avaler sa propre potion, la transformant ainsi en rat. Ils la piègent dans un seau à glace et l'empêchent de s'échapper. Avant de quitter la pièce, la grand-mère découvre la malle pleine d’argent de la Grande Sorcière avec un livre où est marqué le nom des sorcières dissimulées dans le monde et décide de libérer le chat de la Grand Sorcières, Hadès, pour qu’il attaque sa maîtresse.
Comme ses parents ne peuvent plus l'accepter, Bruno se joint à Mary, Charlie et Grand-mère pour rentrer chez lui et devenir une famille tout en utilisant l’argent de la malle pour voyager à travers le monde.
Des années plus tard, Charlie, devenu une souris adulte, est toujours aux côtés de sa grand-mère pour conseiller à de jeunes enfants comment éradiquer les sorcières grâce aux potions pour qu’elles soient plus vulnérables sous forme de rats.

## Fiche technique
Sauf indication contraire, les informations mentionnées dans cette section peuvent être confirmées par la base de données cinématographiques IMDb,  présente dans la section « Liens externes ».
- Titre original : The Witches (ou parfois Roald Dahl's The Witches)
- Titre français : Sacrées Sorcières
- Réalisation : Robert Zemeckis
- Scénario : Kenya Barris, Guillermo del Toro et Robert Zemeckis, d'après le roman Sacrées Sorcières de Roald Dahl
- Musique : Alan Silvestri
- Direction artistique : Tom Still
- Décors : Gary Freeman
- Costumes : Joanna Johnston
- Photographie : Don Burgess
- Montage : Jeremiah O'Driscoll et Ryan Chan
- Production : Alfonso Cuarón, Guillermo del Toro, Jack Rapke, Steve Starkey et Robert Zemeckis
- Production déléguée : Marianne Jenkins
- Sociétés de production : Warner Bros., Esperanto Filmoj, ImageMovers, Double Dare You et Necropia Entertainment
- Sociétés de distribution : HBO Max (États-Unis), Warner Bros. (France)
- Budget : n/a
- Pays de production :  États-Unis,  Mexique
- Langue originale : anglais
- Format : couleur
- Genre : comédie horrifique, fantastique
- Durée : 105 minutes
- Dates de sortie[1] :
  - États-Unis : 22 octobre 2020 (HBO Max)
  - Mexique : 29 octobre 2020
  - Québec : 25 décembre 2020 (au cinéma et en vidéo à la demande)
  - France : 17 mars 2021 (DVD, Blu-ray et VOD)

## Distribution
- Octavia Spencer (VF : Virginie Emane ; VQ : Marie-Andrée Corneille) : la grand-mère
- Anne Hathaway (VF : Caroline Victoria ; VQ : Geneviève Désilets) : la Grandissime Sorcière
- Jahzir Kadeem Bruno (VF : Soren Chouillet ; VQ : Adam Moussamih) : Charlie
- Stanley Tucci (VF : Bernard Alane ; VQ : Jacques Lavallée) : M. Stringer
- Chris Rock (VF : Jean-Baptiste Anoumon ; VQ : Gilbert Lachance) : le narrateur (Charlie devenu adulte)
- Codie-Lei Eastick (VF : Aloïs Agaësse-Mahieu ; VQ : Lorik Saxena) : Bruno Jenkins
- Kristin Chenoweth (VF : Emmylou Homs ; VQ : Marine Guérin) : Daisy/Mary, la souris
- Charles Edwards (VF : Éric Legrand) : M. Jenkins
- Morgana Robinson : Mme Jenkins
- Josette Simon (VF : Annie Milon) : la sorcière au serpent du magasin
- Eugenia Caruso : Consuella
- Simon Manyonda : Sous-Chef
- Philippe Spall (VQ : François Caffiaux) : un chef
- Orla O'Rourke (VF : Agnès Cirasse) : Saoirse

 Source et légende : version québécoise (VQ) sur Doublage.qc.ca

## Production

### Genèse et développement
Dès 2008, une nouvelle adaptation du roman Sacrées Sorcières de Roald Dahl est annoncée. Guillermo del Toro exprime son intérêt de réaliser le film, en utilisant l'animation en volume (stop motion). Cependant, le projet ne fait plus parler de lui avant juin 2018, lorsque Robert Zemeckis est choisi comme réalisateur et scénariste. Guillermo del Toro officie finalement comme producteur, aux côtés de Robert Zemeckis et Alfonso Cuarón. Ce film est annoncé comme plus proche du roman original que du premier film adapté, Les Sorcières de Nicolas Roeg sorti en 1990. Kenya Barris (en) est ensuite annoncé comme coscénariste. Il est par ailleurs révélé que l'intrigue du film se déroulera en Alabama dans les années 1960, contrairement à l'Angleterre des années 1980 dans le roman.

### Attribution des rôles
En janvier 2019, Anne Hathaway est choisie dans le rôle de la Grande Sorcière. Octavia Spencer la rejoint un mois plus tard, avec les jeunes inconnus Jahzir Bruno et Codie-Lei Eastick. En mai, Stanley Tucci et Chris Rock sont confirmés.

### Tournage
Le tournage a lieu le 8 mai 2019, en Alabama, en Géorgie ainsi qu'en Angleterre aux Warner Bros. Studios Leavesden et à Virginia Water Lake dans le Surrey,,. Le 19 juin 2019, un membre de l'équipe de tournage est poignardé au cou aux Warner Bros. Studios Leavesden.

### Musique
La musique du film est composée par Alan Silvestri, fidèle collaborateur du réalisateur. L'album de la bande originale sort sur le label WaterTower Music le 23 octobre 2020.
On peut par ailleurs entendre des chansons non originales dans le film : Little Drummer Boy, Reach Out I'll Be There des Four Tops, (Sittin' on) The Dock of the Bay d'Otis Redding, It's Your Thing des Isley Brothers et une reprise de We Are Family par Samantha Jade.
Liste des titres
1. Witches Are Real (2:25)
2. My First Witch (3:45)
3. What You Saw (3:07)
4. Chickenafied (2:45)
5. Enter the Witches (3:57)
6. Grand High Witch (3:21)
7. Witches (3:31)
8. Instant Mouse (4:07)
9. A Narrow Escape (4:40)
10. Fourth Floor (3:13)
11. It Can Be Very Dangerous (3:11)
12. The Potion (3:57)
13. Let’s Make A Potion (3:58)
14. The Mission (2:33)
15. Soup Is On (2:45)
16. Pigtails (3:29)
17. A Stolen Key (3:27)
18. Let Me Out (2:34)
19. I Didn’t Hear A Thing (3:08)
20. Pea Soup (2:23)
21. End Credits (The Witches) (5:54)

## Accueil

### Dates de sortie
Le film devait à l'origine sortir en octobre 2020, mais sa sortie est reportée à cause de la pandémie de Covid-19. En juin 2020, Warner Bros. fixe la sortie pour l'année 2021, sans plus de précision. Néanmoins, en octobre 2020, le studio annonce l'annulation de la sortie du film au cinéma qui sortira finalement le 22 octobre 2020 sur le service HBO Max.
Dans le reste du monde, la sortie au cinéma du film est conservée. En France, elle était fixée au 18 novembre 2020, mais elle est annulée à cause du reconfinement lié à la pandémie de Covid-19. Le 24 novembre 2020, après l'annonce du gouvernement, le film est repoussé au 23 décembre 2020[réf. nécessaire]. Le 10 décembre 2020, à la suite du prolongement de la fermeture des salles de cinémas françaises, le film est repoussé indéfiniment. Finalement, le 17 février 2021, après quatre reports, la sortie française au cinéma est annulée au profit d'une diffusion en DVD et VOD dès le 17 mars 2021[réf. nécessaire].

### Critiques
Le film reçoit des critiques mitigées lors de sa sortie aux États-Unis. Sur l'agrégateur américain Rotten Tomatoes, il récolte 50% d'opinions favorables pour 145 critiques et une note moyenne de 5,50⁄10. Sur Metacritic, il obtient une note moyenne de 47⁄100 pour 30 critiques.
La majorité des journalistes américains reprochent des effets visuels trop « criards » ainsi qu'un style trop calibré « divertissement familial » et donc impersonnel. Sur le site américain Indiewire, on peut notamment lire « Zemeckis a fait quelques films ratés au cours des vingt dernières années, mais Sacrées sorcières est le plus frustrant de tous, car on a l'impression qu'il aurait pu être fait par quelqu'un d'autre. N'importe qui d'autre ». Dans le Los Angeles Times, on peut lire « Pendant une grande partie de ce film, vous vous mettez à espérer que, peut-être, Robert Zemeckis pourrait en quelque sorte retrouver l'esprit macabre et envoûtant de La mort vous va si bien. Il reste d'ailleurs toujours l'un de ses plus grands films et l'un des rares dans lequel son goût pour des effets visuels toujours plus extravagants colle parfaitement à l'histoire qu'il raconte. Mais malgré quelques éclairs de nouveautés, Sacrées sorcières est bien mince en comparaison, concoctée principalement à partir d'ingrédients d'occasion ». La critique du site IGN est elle aussi plutôt négative : « Zemeckis transforme cette histoire bien-aimée et sombre en une histoire maniérée, étrange, mais toujours assez divertissante, en tant que conte sur l'acceptation de soi, pour les enfants. Le problème, c'est que ça fait pâle figure par rapport à ce qui a été fait auparavant ». La critique du Hollywood Reporter regrette un film globalement destiné à un « public à la recherche de divertissements familiaux ».
À la sortie du film fin 2020, certains spectateurs handicapés critiquent le film qui montre une sorcière avec des mains ressemblant à celles de personnes atteintes d'ectrodactylie, une maladie génétique rare qui se signale par une absence d'un ou plusieurs orteils ou de doigts de la main. Warner Bros. est alors obligé de publier un message dans Variety : « [Nous avons été] profondément attristés d'apprendre que notre représentation des personnages fictifs de Sacrées Sorcières pouvaient heurter les personnes atteintes de handicaps ». Plusieurs messages sont relayés sur les réseaux sociaux accompagnés du hashtag #NotAWitch (« Je ne suis pas une sorcière »).

### Box-office
À cause de la pandémie de Covid-19 et l'annulation de la sortie dans les salles américaines, le film sort au cinéma dans quelques pays et récolte 26 millions de $.